# Sam et Sally (série littéraire)
Pour les articles homonymes, voir Sam et Sally.
Sam et Sally sont les héros d'une série de romans policiers créés par M.G. Braun.

## Les personnages
Sam Krasmer et Sally Krasmer forment un couple de milliardaires détectives privés facétieux « inspirés par Nick et Nora Charles de Dashiell Hammett » selon Henri-Yvon Mermet dans le Dictionnaire des littératures policières.

## SérieSam et Sally
- Une fille tranquille, Paris, Fleuve Noir, Spécial Police no 25, 1952
- La Belle et Satan, Paris, Fleuve Noir, Spécial Police no 39, 1953
- Massacre au ralenti, Paris, Fleuve Noir, Spécial Police no 44, 1954
- D'une courte tète, Paris, Fleuve Noir, Spécial Police no 51, 1954
- Plus quatre, Paris, Fleuve Noir, Spécial Police no 61, 1954
- Verdict de mort, Paris, Fleuve Noir, Spécial Police no 70, 1955
- Barré en rouge, Paris, Fleuve Noir, Spécial Police no 78, 1955
- Filet sanglant, Paris, Fleuve Noir, Spécial Police no 83, 1955
- Meurtre sur mesure, Paris, Fleuve Noir, Spécial Police no 97, 1956
- Déjà cadavre, Paris, Fleuve Noir, Spécial Police no 107, 1956
- Jugement rendu, Paris, Fleuve Noir, Spécial Police no 138, 1957
- Le Charnier aux lions, Paris, Fleuve Noir, Spécial Police no 144, 1958
- La Bête et le Venin, Paris, Fleuve Noir, Spécial Police no 155, 1958
- La Chance noire, Paris, Fleuve Noir, Spécial Police no 169, 1958
- La Colère des morts, Paris, Fleuve Noir, Spécial Police no 177, 1958
- Le Sang des Mattioli, Paris, Fleuve Noir, Spécial Police no 203, 1959
- 12 avant 12, Paris, Fleuve Noir, Spécial Police no 211, 1959
- Le Mauvais Signe, Paris, Fleuve Noir, Spécial Police no 221, 1960
- L'Exécuteur testamentaire, Paris, Fleuve Noir, Spécial Police] no 505, 1966
- Chaud effroi, Paris, Fleuve Noir, Spécial Police no 529, 1966
- Malheur Lake, Paris, Fleuve Noir, Spécial Police no 547, 1966
- Tête à vide, Paris, Fleuve Noir, Spécial Police no 559, 1966
- À pleins tombeaux, Paris, Fleuve Noir, Spécial Police no 583, 1966
- Tu la salis, Paris, Fleuve Noir, Spécial Police no 601, 1967
- 3 morts, 1 tiercé, Paris, Fleuve Noir, Spécial Police no 619, 1967
- Bonjour, trésor !, Paris, Fleuve Noir, Spécial Police no 641, 1968
- Bruts de brutes, Paris, Fleuve noir, Spécial Police no 673, 1968
- Johnny le Gentil, Paris, Fleuve Noir, Spécial Police no 686, 1968
- L'Homme d'ailleurs, Paris, Fleuve Noir, Spécial Police no 708, 1969
- Chasse aux chèques, Paris, Fleuve Noir, Spécial Police no 733, 1969
- Pleins tubes pour Sally, Paris, Fleuve noir, Spécial Police no 759, 1969
- Le Loup de Matamoros, Paris, Fleuve noir, Spécial Police no 787, 1970
- Mauvais Calibre, Paris, Fleuve Noir, Spécial Police no 815, 1970
- Contre-ut, Paris, Fleuve Noir, Spécial Police no 836, 1970
- 250 000 dollars à voler, Paris, Fleuve Noir, Spécial Police no 857, 1971
- Des chevaux et des femmes, Paris, Fleuve Noir, Spécial Police no 879, 1971
- La chair est chère, Paris, Fleuve Noir, Spécial Police no 907, 1971
- 13 roses rouges, Paris, Fleuve Noir, Spécial Police no 935, 1972
- Envoyez la goélette, Paris, Fleuve noir, Spécial Police no 964, 1972
- Le Sang du ciel, Paris, Fleuve noir, Spécial Police no 987, 1972
- Sally .. Go, Paris, Fleuve Noir, Spécial Police no 1009, 1973
- Épidémie de meurtres, Paris, Fleuve Noir, Spécial Police no 1050, 1973
- Sally roule sur l'or, Paris, Fleuve noir, Spécial Police no 1064, 1973

## Liste des romans publiés ou réédités dans la collectionSam et Sally
Les éditions Fleuve noir ont créé une collection dédiée à la série des aventures de Sam et Sally par M. G. Braun. Cette collection compte de nouveaux romans originaux de la série et plusieurs rééditions de romans publiés chez Fleuve noir dans la collection Spécial Police à partir des années 1950. Dans le cas des rééditions, l'ordre de publication dans la collection dédiée diffère de l'ordre de la parution originale. Par exemple, Une fille tranquille, premier roman de la série, initialement publié en 1952, est le dernier roman, paru en 1984, de la collection Sam et Sally. Les romans publiés dans la collection Spécial Police sont signalés par leur numéro (S.P. n°...).
1. Sally et les Guérillères - 1974 (BNF 34566384)
2. La Fille qui fuyait - 1974 (BNF 34566378)
3. Mais pourquoi tuer Jerry ? - 1974 (BNF 34566381)
4. Sam joue au petit sein - 1974 (BNF 34566386)
5. Sally, gemme - 1975 (BNF 34564174)
6. Massacre au ralenti - 1975 (S.P. n° 44) (BNF 34567091)
7. Princesse Circé - 1975 (BNF 34568653)
8. D'une courte tête - 1975 (S.P. n° 51) (BNF 34577024)
9. Plus quatre - 1975 (S.P. n° 61) (BNF 34577023)
10. Ni tuer, ni mourir - 1975 (BNF 34554946)
11. Barré en rouge - 1975 (S.P. n° 78) (BNF 34554945)
12. Un peu de mort fine - 1976 (BNF 34554947)
13. Filet sanglant - 1976 (S.P. n° 83) (BNF 34582196)
14. Si tu t'en vas à Tahiti - 1976 (BNF 34696068)
15. Meurtre sur mesure - 1976 (S.P. n° 97) (BNF 34582262)
16. Jugement rendu - 1976 (S.P. n° 138) (BNF 34582197)
17. Amuse-moi, fillette ! - 1976 (BNF 34696593)
18. À tir d'elle - 1976 (BNF 34699763)
19. La Chance noire - 1977 (S.P. n° 169) (BNF 34711568)
20. Avec fleurs et couronnes - 1977 (BNF 34711563)
21. Le Sang des Mattioli - 1977 (S.P. n° 203) (BNF 34711565)
22. Tu ne verrais plus son sourire - 1977 (BNF 34711570)
23. La Colère des morts - 1977 (S.P. n °177) (BNF 34711571)
24. Déjà cadavre - 1977 (S.P. n° 107) (BNF 34711567)
25. Dig... dingue ! - 1977 (BNF 34616349)
26. Le Mauvais Signe - 1977 (S.P. n° 221) (BNF 34616333)
27. L'Exécuteur testamentaire - 1978 (S.P. n° 505) (BNF 34616335)
28. Nu... bis ! - 1978 (BNF 34616336)
29. Histoire d'eau - 1978 (BNF 34616124)
30. Chaud Effroi - 1978 (S.P. n° 529) (BNF 34616005)
31. Malheur Lake - 1978 (S.P. n° 547) (BNF 34616008)
32. Et si je t'aime... - 1978 (BNF 34615999)
33. Tête à vide - 1978 (S.P. n° 559) (BNF 34624935)
34. Feu vert pour Floyd - 1978 (BNF 34624937)
35. Tu la salis - 1978 (S.P. n° 601) (BNF 34624938)
36. 3 morts, 1 tiercé - 1978 (S.P. n° 619) (BNF 34625162)
37. Bonjour, trésor ! - 1978 (S.P. n° 641) (BNF 34625159)
38. Bruts de brutes - 1978 (S.P. n° 673) (BNF 34625160)
39. Comme des poissons dans l'eau - 1979 (BNF 34625164)
40. Par sainte Marie-Madeleine - 1979 (BNF 34644854)
41. À pleins tombeaux - 1979 (S.P. n° 583) (BNF 34644855)
42. Johnny le gentil - 1979 (S.P. n° 686) (BNF 34644846)
43. Tout le long du Nil - 1979 (BNF 34644950)
44. Jessica-la-jolie - 1979 (BNF 34644946)
45. L'Homme d'ailleurs - 1980 (S.P. n° 708) (BNF 34636585)
46. À corps et à cri - 1980 (BNF 34636590)
47. Quelques petits meurtres - 1980 (BNF 34638332)
48. Chasse aux chèques - 1980 (S.P. n° 733) (BNF 34638109)
49. Pleins tubes pour Sally - 1980 (S.P. n° 709) (BNF 34638110)
50. Que vouliez-vous qu'il fît ? - 1980 (BNF 34678956)
51. Watch It! : Ne le manquez pas ! - 1980 (BNF 34678785)
52. Le Loup de Matamoros - 1980 (S.P. n° 787) ( (BNF 34678793)
53. 250 000 dollars à voler - 1980 (S.P. n° 857) (BNF 34736956)
54. Preuve par 4 - 1981 (BNF 34739922)
55. Comme autrefois dans l'Ouest - 1981 (BNF 34736959)
56. Contre-ut - 1981 (S.P. n° 836) (BNF 34687696)
57. Des chevaux et des femmes - 1981 (S.P. n° 879) (BNF 34687692)
58. La chair est chère - 1981 (S.P. n° 907) (BNF 34687701)
59. It's Mickey Mouse! - 1981 (BNF 34687717)
60. 13 roses rouges - 1981 (S.P. n° 935) (BNF 34687704)
61. Envoyez la goélette ! - 1981 (S.P. n° 964) (BNF 34690850)
62. Adieu, mec - 1982 (BNF 34690857)
63. L'Ange impur - 1982 (BNF 34690853)
64. Épidémie de meurtres - 1982 (S.P. n° 1050) (BNF 34690863)
65. Sally roule sur l'or - 1982 (BNF 34690848)
66. Rue des Iris - 1982 (BNF 34774959)
67. La Prisonnière - 1983 (BNF 34737196)
68. Le Sang du ciel - 1983 (S.P. n° 987) (BNF 34739052)
69. Venue de la nuit - 1983 (BNF 34717054)
70. La Dame d'amour - 1983 (BNF 34719181)
71. Les Épines de la rose - 1983 (BNF 34723383)
72. Le Sexe de l'ange - 1983 (BNF 34729273)
73. Un cœur bohème - 1984 (BNF 34757543)
74. Jo-la-Briquette - 1984 (BNF 34757544)
75. Le Charnier aux lions - 1984 (S.P. n° 144) (BNF 34757542)
76. La Bête et le Venin - 1984 (S.P. n° 155) (BNF 34757541)
77. Une fille tranquille - 1984 (S.P. n° 25) (BNF 34774958)

## Adaptations
De 1978 à 1980, la série est adaptée à la télévision dans une série télévisée éponyme diffusée sur Antenne 2 comportant douze épisodes avec Georges Descrières dans le rôle de Sam et Corinne Le Poulain puis Nicole Calfan dans le rôle de Sally.
Elle est également adaptée en bandes dessinées dans dix volumes.

## Sources
- Claude Mesplède (dir.), Dictionnaire des littératures policières, vol. 1 : A - I, Nantes, Joseph K, coll. « Temps noir », 2007, 1054 p. (ISBN 978-2-910-68644-4, OCLC 315873251)